# Pont de la Léna
 (juin 2024).
Le pont de la Léna (en version longue « Pont traversant la rivière Léna près de la ville de Iakoutsk ») est un pont en cours de construction qui reliera la route fédérale A331 aux routes fédérales Léna et Kolyma. Le pont reliera la Sibérie orientale aux ports de la mer d'Okhotsk par un couloir de transport reliant Irkoutsk à Magadan, formant ainsi l'axe économique latitudinale nord de la Russie. 
Une fois la construction terminée, la Russie aura accès aux côtes de ses mers orientales non seulement le long de la frontière sud, via le chemin de fer transsibérien et le BAM dans les kraïs du Primorié et de Khabarovsk, mais aussi beaucoup plus au nord. En février 2024, la phase principale de la construction du pont n'avait pas encore commencé.

## Historique du projet
Le projet de relier les rives de la Léna près de la capitale de la Iakoutie remonte au début des années 1980, lors de la construction de la ligne ferroviaire Baïkal-Amour. Depuis 1986, trois options pour l'emplacement du pont ont été envisagées. Finalement un endroit a été choisi à une distance de 38 km en amont sur la Léna de Iakoutsk, près de la commune de Nijni Bestiakh. Cette option était justifiée par la proximité de la magistrale Amour-Iakoutie, qui relie Nijni Bestiakh à Berkakit.
En juillet 2013, l'Agence fédérale des routes a annoncé un appel d'offres ouvert pour le droit de conclure un contrat de concession pour la construction et l'exploitation d'un pont routier sur la rivière Léna en Iakoutie. La mise en œuvre du projet permettrait l'introduction d'un approvisionnement continu en marchandises vers l'Extrême-Orient. Le concours, officiellement annoncé le 19 juillet, prévoit la construction d'un pont routier et de ses abords d'une longueur totale de plus de 21 000 mètres. Selon les experts, le coût de la construction ne dépasserait pas 40 milliards de roubles. Le gagnant du concours en mars a été le consortium Transportnyje koncessii (Sakha), créé par la banque VTB, OAO «USK» , «Most» , OAO «Bamstrojmechanizacija» et OAO Institut «Strojprojekt»,.
En octobre 2023, l'achèvement de la construction du pont de la Léna a été reporté à 2028. En novembre 2023, Vladimir Poutine a ordonné l'achèvement de la construction du pont de la Léna d'ici 2028.